# Асоціація футбольних федерацій Азербайджану
Асоціація футбольних федерацій Азербайджану — АФФА (азерб. Azərbaycan Futbol Federasiyaları Assosiasiyası, AFFA) — асоціація, що здійснює контроль і управління футболом у Азербайджані. Штаб-квартира розташована у Баку. Заснована у 1992 році, член ФІФА та УЄФА з 1994 року. Асоціація організовує діяльність та здійснює керування національними збірними з футболу, включаючи головну національну збірну.
Під егідою федерації проводяться змагання в Азербайджанській Прем’єр-лізі.